# Trioza stylifera
Trioza stylifera är en insektsart som beskrevs av Patch 1912. Trioza stylifera ingår i släktet Trioza och familjen spetsbladloppor. Inga underarter finns listade i Catalogue of Life.